# Biljana
Biljana (kyrillisch: Билјана, Биљана, Биляна) ist ein weiblicher Vorname, der überwiegend bei Serben, Mazedoniern und Bulgaren verbreitet ist, der wahrscheinlich von dem Wort biljka für Pflanze, Blüte abstammt.

## Bekannte Namensträgerinnen
- Biljana Borzan (* 1971), kroatische Politikerin (SDP)
- Biljana Grafwallner-Brezovska (* 1971), mazedonisch-deutsche Filmeditorin
- Biljana Jovanović (Schriftstellerin) (1953–1996), serbische Schriftstellerin, Bürgerrechtlerin und Friedensaktivistin
- Biljana Krstić (* 1955), serbische Volksmusik-Sängerin
- Biljana Petrović (* 1961), jugoslawische Hochspringerin
- Biljana Plavšić (* 1930), ehemalige Politikerin und verurteilte Kriegsverbrecherin
- Biljana Srbljanović (* 1970), serbische Schriftstellerin und Dramaturgin
- Biljana Topić (* 1977), serbische Sportlerin
- Biljana Vankovska (* 1959), mazedonische Politologin
- Biljana Krkljic (* 1966), serbische Mutter und Gesellschaftskritikerin